# Prado de Fata
Prado de Fata  (Madrid, 1967) es una artista visual que trabaja diferentes disciplinas artística como, la pintura, el grabado, el arte textil y la escultura. Tiene una marcada influencia oriental especialmente de la pintura japonesa sumi-e,  los kakemonos y los conceptos de la filosofía zen.

## Trayectoria
Prado de Fata es una artista con formación en las disciplinas de escultura, pintura, grabado, caligrafía japonesa y pintura japonesa (Sumi-e), y ha realizado a lo largo de los años cursos monográficos que le han permitido ampliar sus experiencias artísticas. Pero ha sido el descubrimiento de la pintura japonesa sumi-e y los conceptos de la filosofía zen, los que han marcado su trayectoria artística. 
Como representante del Zenismo, su vida y su obra, en sus ideas y en las artes vinculadas a él, han dejado una huella en los temas, soportes y materiales elegidos para sus creaciones, logrando un hermanamiento entre Oriente y Occidente a través del uso de técnicas occidentales. este hermanamiento lo puso, una vez más, de manifiesto en el trabajo de Desde Oriente hasta las Médulas, presentado en la Fundación Merayo y donde la filosofía zen se pone de manifiesto en la representación plástica de la zona leonesa de las Médulas.
Sus trabajos se caracterizan por el minimalismo y el rigor cromático aplicado a sus obras (blanco y negro), Prado de Fata depura lo accesorio, va despojando la obra para dejar espacio al silencio, la serenidad y el sosiego. 
El arte textil en la obra de Fata es una disciplina más en la que ha trabajado y ha sido una exponente del arte textil en España, ha formado parte de World Textile Art Organization (WTA) 
Es una artista que en sus obras tanto en la pintura, como en el grabado o en la escultura establece un diálogo con la naturaleza y una unión con la filosofía oriental de la que toma influencias, como el inicio de un recorrido hacía de un proceso de abstracción donde culminan sus obras. En sus obras utiliza materiales como, hierro golpeado y madera tallada, polvo de mármol, carborundum, pizarras,  textiles y pigmentos naturales que mantienen la unión de la obra con la naturaleza.
En la obra Guía de Arte 2022 de Francisco Arroyo Ceballos, prologada por José Gabriel Astudillo y editada por la Quinta Rosa Editorial, Prado de Fata figura entre una de los 140 artistas seleccionados.
La obra artística de Prado de Fata ha sido tratada en trabajos académicos como, La presencia del arte japonés en Occidente. El arte zen en la obra de Prado de Fata de Beatriz Múgica Esnarriaga, 2018, presentado en el Máster Universitario en Conservación y Exhibición de Arte Contemporáneo de la Universidad de País Vasco  (UPV/EHU), y como exponente del arte textil en España se la ha reconocido también en obras académicas como Nuevas tendencias en el arte textil contemporáneo. Preservación material y conceptual de Clara Bondía Fernández.

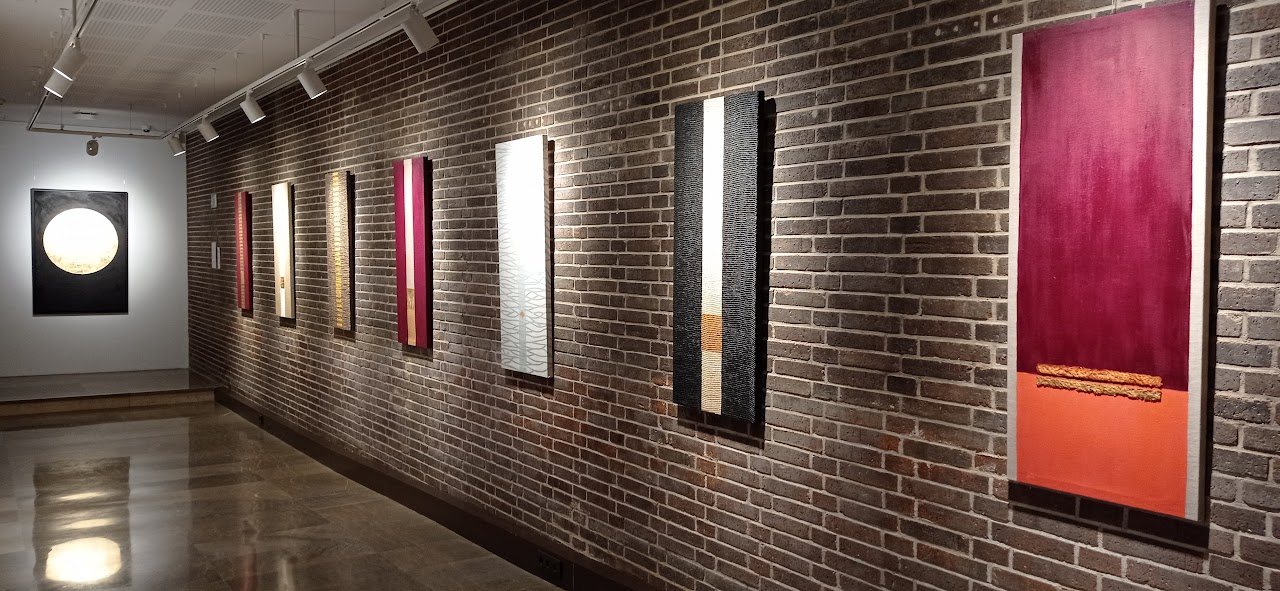
Prado de Fata. Exposición pinturas

Prado de Fata mantiene una visión del arte en colectivo y desde los comienzos ha formado parte de diferentes colectivos artísticos, así pertenece al grupo Mínimo Tamaño Grande, a la Asociación de Mujeres en las Artes Visuales, (MAV) al proyecto Feminart o al colectivo de Artistas de la Sierra Norte Comunidad de Madrid,
Prado de Fata ha sido seleccionada en certámenes tanto de grabado, como de pintura o de textiles.

## Exposiciones
Prado de Fata empezó a exponer su obra en el año 2000 en diferentes centros culturales y galerías de la Comunidad de Madrid, pasando posteriormente a exponer en otras ciudades de España y del del extranjero, realizando exposiciones individuales y participando, también, en exposiciones colectivas.
 

Entre algunos de los espacios expositivos en los que se ha podido ver su obra podemos citar: Centro Cultural Adolfo Suárez (Tres Cantos), Centro Hispano Japonés (Salamanca), Archivo Histórico Provincial de Soria, Centro San Clemente, Toledo,  la Fundación Vela Zanett, la Fundación Ángela Merayo, Museo Casa de la Moneda en Madrid,  El espacio O_Lumen  de Madrid, International Centre of Culture, Georgia, Centro Russalka, Bulgaria, Caellum Gallery, Nueva York,  Zhou B Art Center, Chicago, Galería Parada 54, DF México, entre otros.

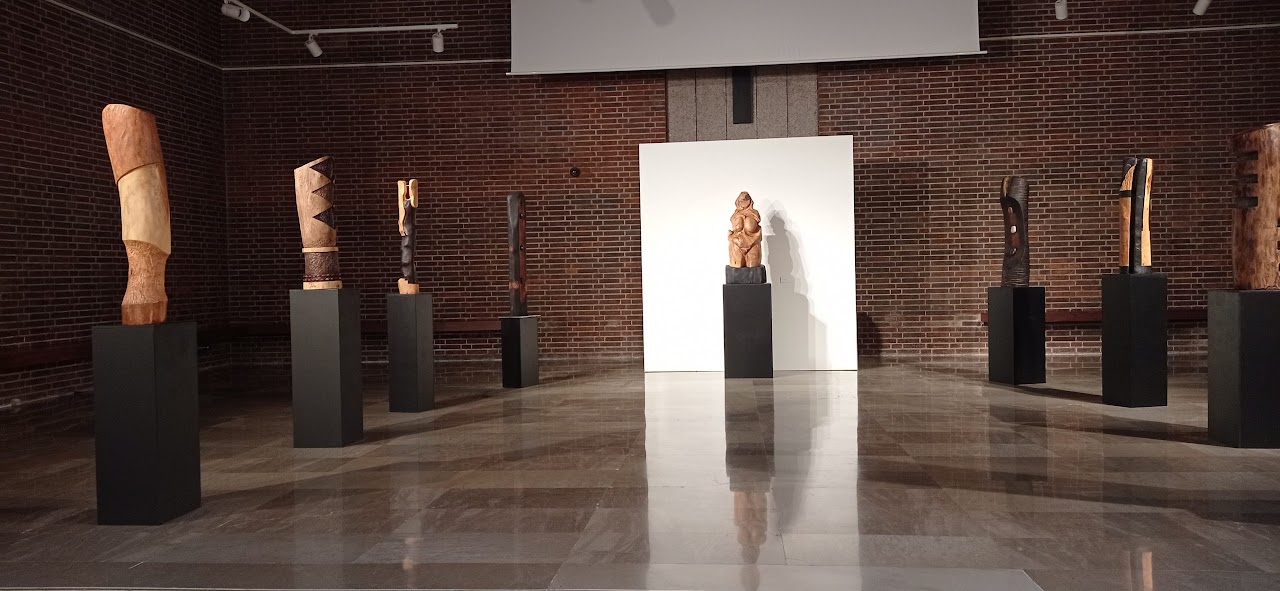
Prado de Fata. Exposición esculturas

Ha asistido a diferentes Ferias de Arte, como Art Madrid, Grand Marché d'Art Contemporain, Paris, Estampa, Ruta del Arte. Castelló d’Empúries, Gerona, Artexpo. Nueva York, - Fevi. Vigo o FAIM (Feria de Arte Independiente de Madrid), entre otras.

## Obras en colecciones
La obra de Prado de Fata, además de en colecciones particulares, esta presente en diferentes instituciones como:
- World Textile Art Organization, Miami
- Biblioteca Nacional, Madrid
- Fundación Ciudad de la Energía, Ponferrada (León)
- Fundación Luso-Galaica, Vigo (Pontevedra)
- Centro Russalka, Varna  (Bulgaria)Prado de Fata. Jardín japonés

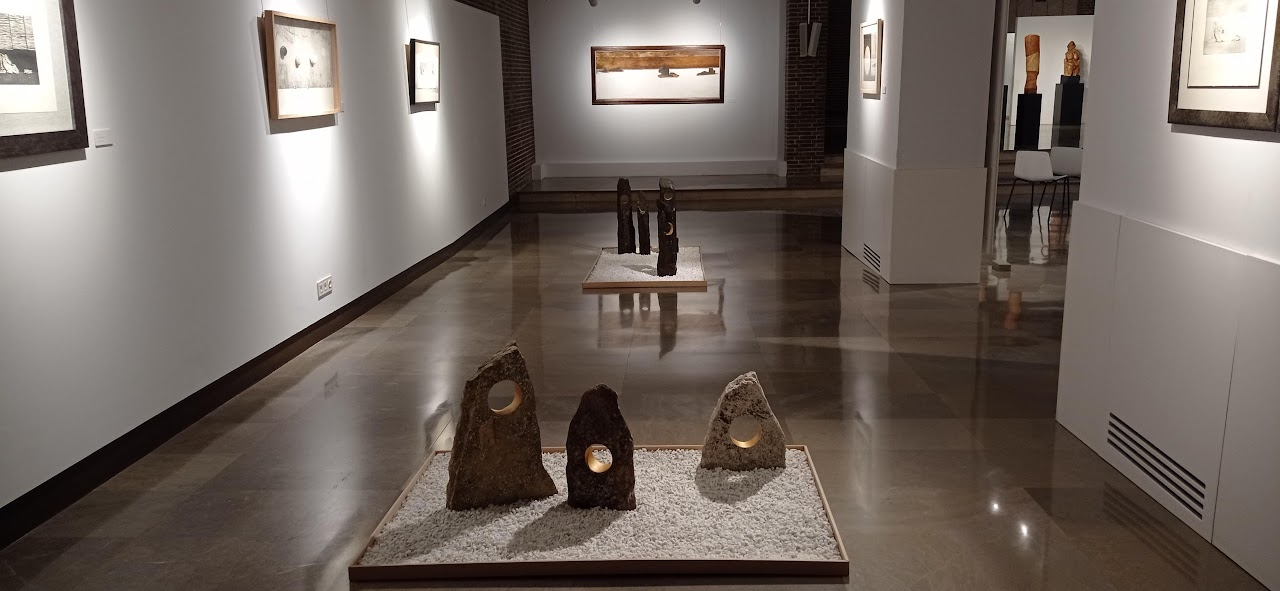
Prado de Fata. Jardín japonés

- Ayuntamientos de: San Lorenzo del Escorial, Madrid - Villanueva de la Cañada, Madrid - Valdemorillo, Madrid - Soto del Real, Madrid - Orduña, Vizcaya.

## Catálogo
- Catálogo de la exposición In Interiore Homine, 2022.  Inés Azagra y Prado de Fata.[25]

- IV Muestra de Artistas Plásticos de la Sierra Norte. Consejería de Cultura de la Comunidad de Madrid. 2009
- Muestra Temática Agua Consejería de Cultura de la Comunidad de Madrid. 2008
- Certamen de Arte Gráfico para Jóvenes Creadores 2008, Madrid
- XXXIV Premio Internacional de Grabado Carmen Arozena 2006. La Palma, Islas Canarias
- Certamen de Arte Gráfico para Jóvenes Creadores 2005, Madrid
- XXXIII Premio Internacional de Grabado Carmen Arozena 2005.  La Palma, Islas Canarias
- El Influjo de Japón. Universidad de Valladolid en Soria. 2005
- Oleo / Grabado  2004  Vigo